# Lasioglossum albocinctum
Lasioglossum albocinctum là một loài Hymenoptera trong họ Halictidae. Loài này được Lucas mô tả khoa học năm 1849.